# 7 (album Seala)
7 – dziesiąty album studyjny brytyjskiego piosenkarza pop i soul Seala. Ukazał się 6 listopada 2015 pod szyldem Warner Bros. Records.

## Lista utworów
1. Daylight Saving
2. Every Time I'm With You
3. Life On The Dancefloor
4. Padded Cell
5. Do You Ever
6. The Big Love Has Died
7. Redzone Killer
8. Monascow
9. Half A Heart
10. Let Yourself
11. Love